# Sledge Hammer!
Sledge Hammer! (Brasil: Na mira do tira ) é uma série de televisão norte-americana, do gênero comédia, criada por Alan Spencer. Foi exibida pelo canal ABC de 1986 até 1988. A série foi estrelada pelo ator David Rasche, e contou com 41 episódios gravados. No Brasil, foi exibida pela Rede Globo no final dos anos de 1980 e depois reprisada pela Rede Manchete em 1995 e pelo canal TCM de 2009 a 2010 (legendada).
A série contava as aventuras de um policial (inspetor da polícia americana de São Francisco) neurótico e que resolvia tudo com sua arma, uma Magnum 44. A série foi encomendada pelo canal HBO com a seguinte recomendação: "Queremos uma série que junte Dirty Harry e Agente 86". O resultado dessa mistura chama-se Sledge Hammer, o protagonista da série.

## Personagens principais
Sledge Hammer era neurótico, histriônico, egocêntrico, impaciente e muito agressivo, além de totalmente atrapalhado e cômico. Dizia que sua pistola Magnum era o amor de sua vida. Às vezes ele apelava para uma bazuca ou algo do mesmo calibre. Sempre repetia a frase "Trust me. I know what I'm doing". ("Confie em mim. Eu sei o que faço"), seguida de algum desastre. Dirigia (mal) um carro Dodge St. Regis verde-limão, sempre batido e esburacado de balas. No porta-malas ele colocou o adesivo "I ♥ VIOLENCE" ("Eu amo violência"). Usava paletó esporte e óculos de sol. Divorciado havia cinco anos, ele frequentemente fazia piadas com a ex-esposa (ela aparece no episódio final, interpretada pela esposa da vida real do ator Rasche, Heather Lupton). Apesar de irresponsável e frequentemente suspenso, Hammer sempre pega o seu homem (ou mulher), seja por causa da sorte ou com a força bruta.
A parceira policial de Hammer é a bonita detetive Dori Doreau (interpretada por Anne-Marie Martin). Competente, sensível, sofisticada e inteligente - o oposto de Hammer. Aplica golpes de caratê e atira bem. Hammer frequentemente mostra seu chauvinismo a Doreau, reafirmando a superioridade dos "homens" para o trabalho policial. Mas de vez em quando reconhece as qualidades de Doreau e ela parece sentir atração por Hammer (se declara a ele e é correspondida no episódio Hammeroid).
O chefe de Hammer e Doreau é o permanentemente colérico e estressado capitão Trunk, interpretado pelo afro-americano Harrison Page. Page parodia policiais negros do cinema como os interpretados por Frank McRae, principalmente em 48 Horas. Trunk passa a maior parte do tempo reclamando da incompetência de Hammer. Hammer não demonstra guardar rancor desse comportamento e parece respeitar muito Trunk. Em um episódio ("Miss of the Spider Woman"), Hammer está para morrer envenenado por uma mordida de cobra mas é salvo no último minuto por Trunk que lhe dá o antídoto, com o seguinte diálogo:
Hammer: How can I ever thank you? ("Como eu posso te agradecer?")
Trunk: Don't drink it. ("Não bebendo isso")